# Operculina turpethum
Operculina turpethum är en vindeväxtart som först beskrevs av Carl von Linné, och fick sitt nu gällande namn av S. Manso. Operculina turpethum ingår i släktet Operculina och familjen vindeväxter. Utöver nominatformen finns också underarten O. t. ventricosa.

## Bildgalleri

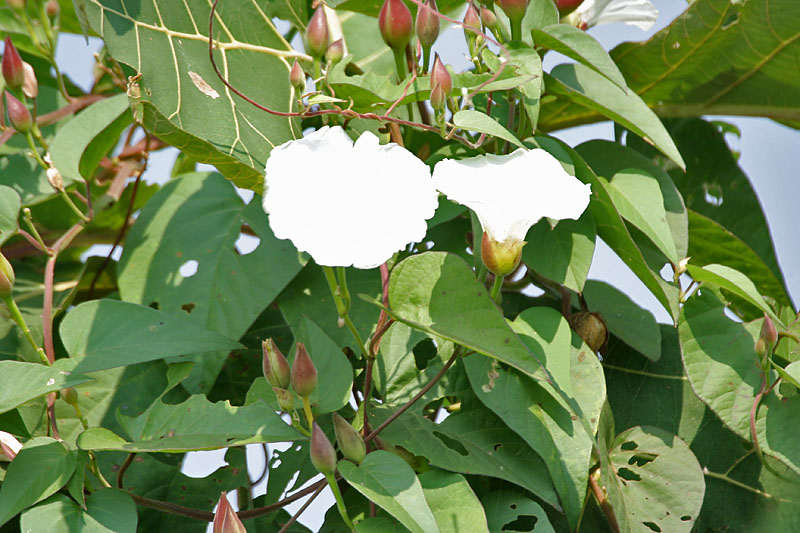
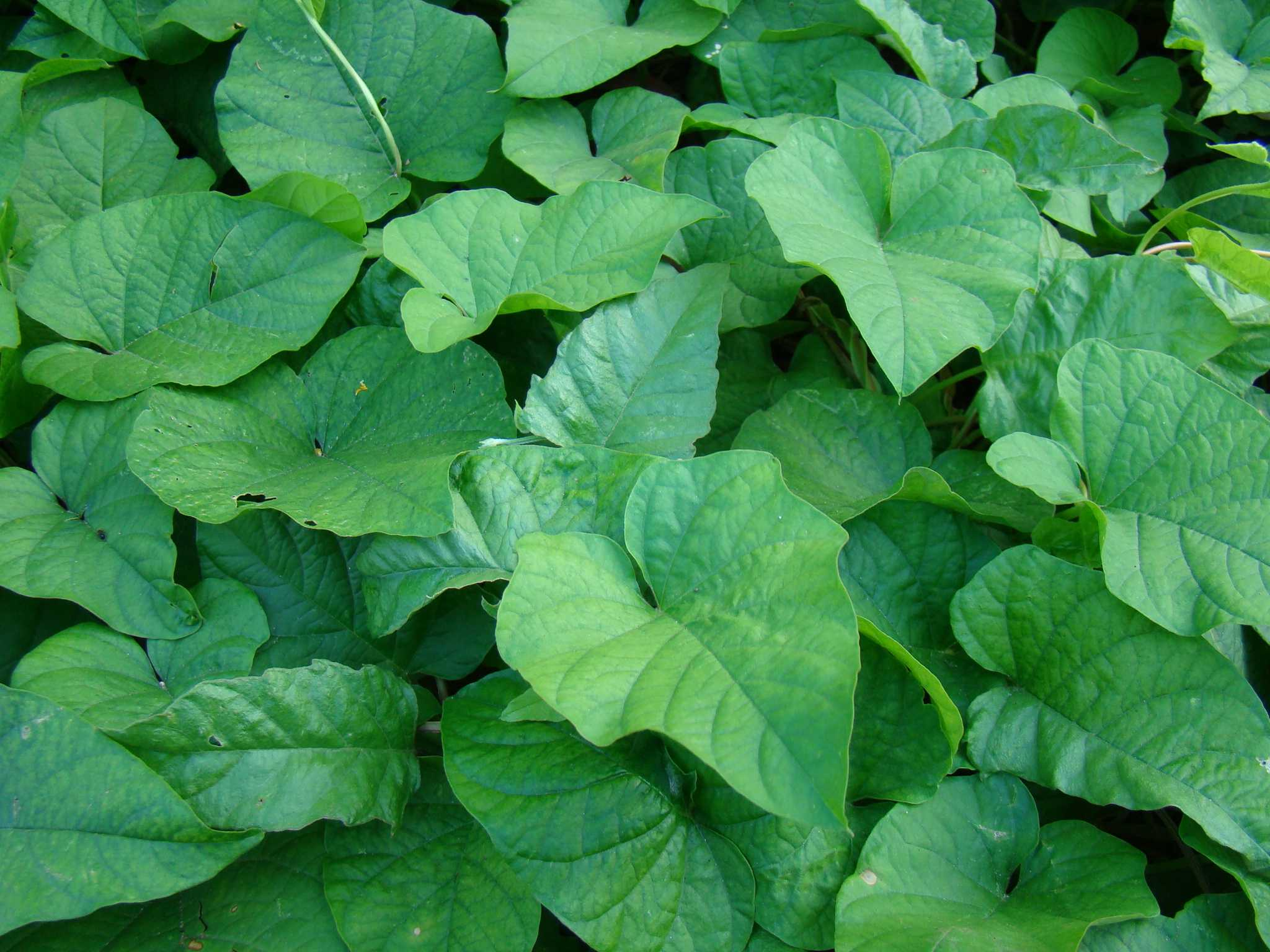
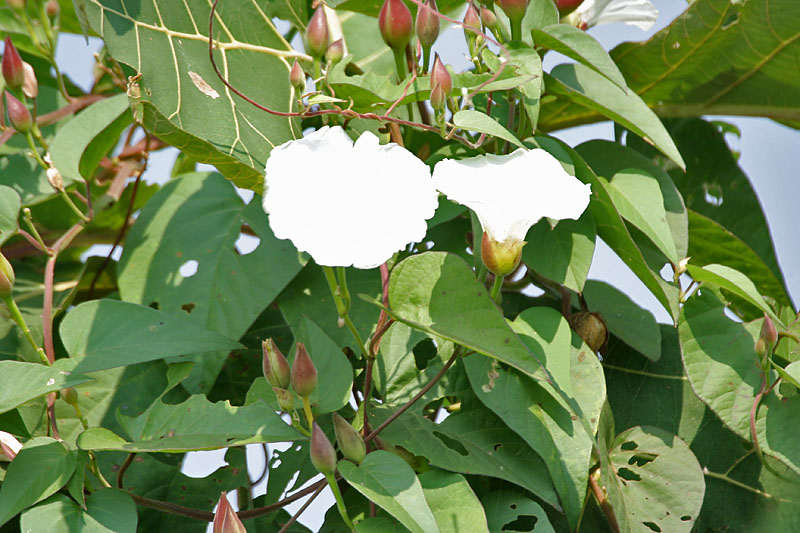
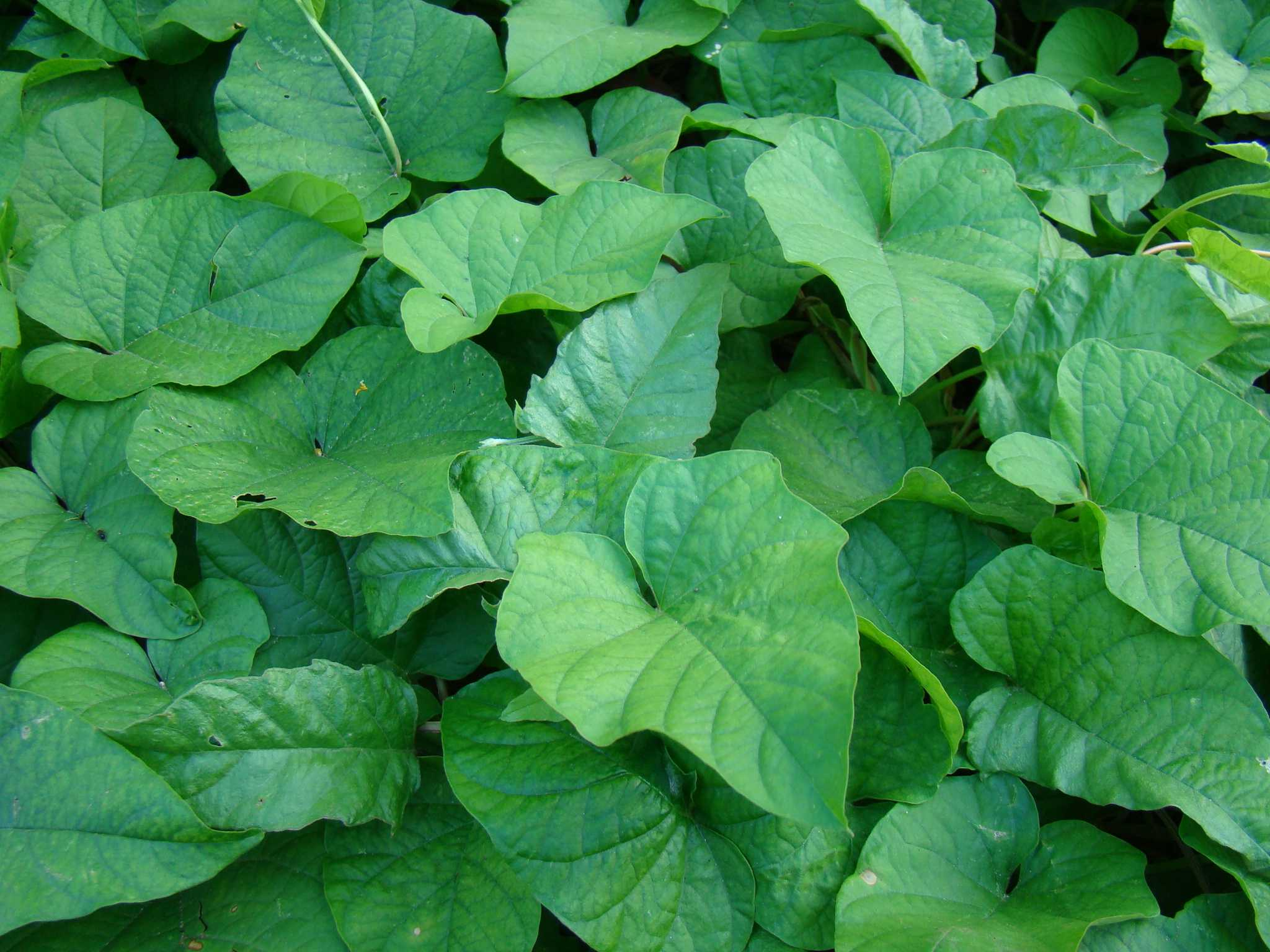